# Liste des évêques de Gibraltar en Europe

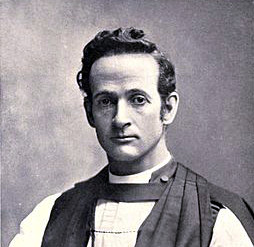
Williams Collins, le cinquième évêque de Gilbraltar en Europe

La liste des évêques de Gibraltar en Europe donne les noms des évêques anglicans du diocèse de Gibraltar en Europe.

## Évêques de Gibraltar
- 1842-1863 : George Tomlinson
- 1863-1868	: Walter Trower
- 1868-1873	: Charles Harris
- 1874-1903 : Charles Sandford
- 1904-1911	: William Collins
- 1911-1920	: Henry Knight
- 1921-1927	: John Greig
- 1927-1932	: Frederick Hicks
- 1933-1946 : Harold Buxton
- 1947-1953	: Cecil Horsley
- 1954-1960	: Frederick Craske
- 1960-1970	: Stanley Eley
- 1970-1980	: John Satterthwaite

## Évêques d'Europe
- 1980-1993	: John Satterthwaite
- 1993-2001	: John Hind
- 2001-2013 : Geoffrey Rowell
- Depuis 2013 : Robert Innes